# Ханета Макі
Ханета Макі (яп. 埴田 真紀; нар. 30 вересня 1972) — японська футболістка. Вона грала за збірну Японії.

## Клубна кар'єра
Виступала в «Matsushita Electric Panasonic Bambina».

## Виступи за збірну
У червні 1993 року, її викликали до національної збірної Японії на чемпіонат Азії 1993 року. На цьому турнірі, 4 грудня, вона дебютувала в збірній у поєдинку проти Китайського Тайбею. У складі японської збірної учасниця жіночого чемпіонату світу 1995 року та Літніх олімпійських ігор 1996 року. З 1993 по 1997 рік зіграла 30 матчів та відзначилася 1-а голами в національній збірній.

## Статистика виступів
| Збірна Японії | Збірна Японії | Збірна Японії |
| Рік           | Матчі         | Голи          |
| ------------- | ------------- | ------------- |
| 1993          | 5             | 1             |
| 1994          | 7             | 0             |
| 1995          | 8             | 0             |
| 1996          | 9             | 0             |
| 1997          | 1             | 0             |
| Загалом       | 30            | 1             |